# Lyriothemis tricolor
Lyriothemis tricolor (лат.) — вид стрекоз из семейства Libellulidae.

## Описание
У самцов нижняя губа жёлтая, средняя её доля чёрная или жёлтая с чёрными пятнами на концах. Верхняя губа ярко охристая. Лицо кремово-жёлтое. Переднегрудь чёрная. Ноги чёрные. Крылья прозрачные, в основании жёлтые. Длина заднего крыла 36—39 мм. Брюшко красное, длиной 32—34 мм. Первый сегмент охристо окаймленный или полностью жёлтый.
У самок средняя доля нижней губы тускло-коричневая, боковая доля жёлтая. Нижняя челюсть жёлтая с коричневым пятном в центре. Верхняя губа коричневато-чёрная, у её основания имеется тонкая жёлтая полоска. Глаза сверху красновато-коричневые, снизу и по бокам ярко-желтые. Ноги большей частью черные. Все тазики желтые. Вертлуги — желтовато-коричневые. Длина заднего крыла 38 мм. Брюшко ярко-жёлтое с коричневато-черным срединной полосой на сегментах 2—7. Боковые края сегментов с 3 по 8 широкие, черно-бурые. Сегменты 8—10 желтовато-коричневые. Длина брюшка около 31 мм.
Личинки равномерно ржавого коричневого цвета, покрыты короткими светло-коричневыми волосками. Глаза конические. Усики состоят из восьми члеников. Ноги короткие. Брюшко яйцевидное. Церки короче, чем срединная жаберная пластинка (эпипрокт), а боковые жаберные пластинки (прапрокты) длиннее, чем эпипрокт.

## Экология

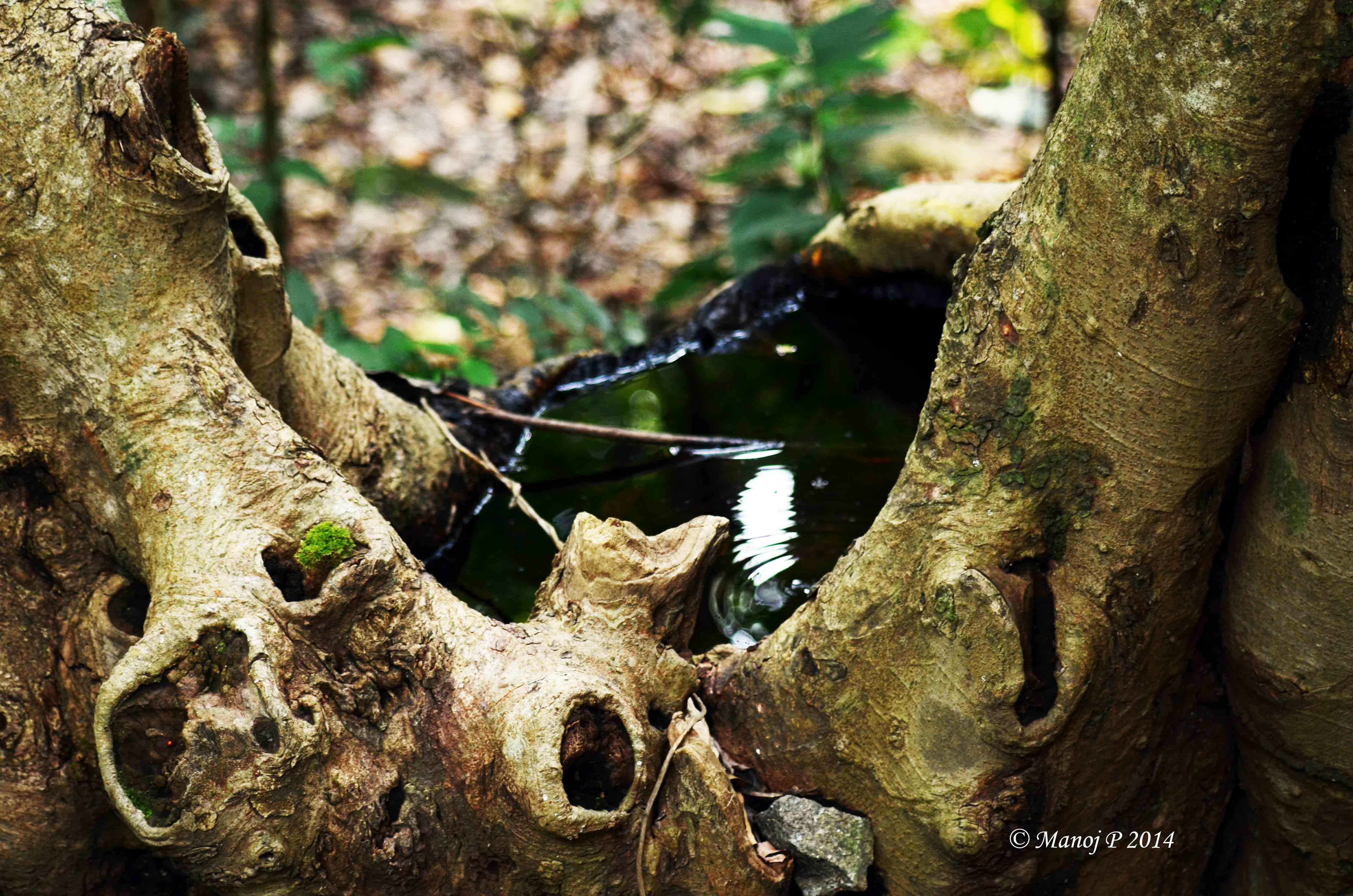
Местообитание личинок Lyriothemis tricolor

В Южной Индии личинки развиваются в фитотельматах в дуплах деревьев Tetrameles nudiflora (Tetramelaceae), Elaeocarpus tuberculatus (Elaeocarpaceae), Albizia lebbeck (Fabaceae), Myristica dactyloides (Myristicaceae), Holigarna arnottiana (Anacardiaceae). Вода в дуплах характеризуется высоким содержанием растворённых твердых веществ, фосфатов, сульфатов и нитратов. Кислотность изменяется от 3,56 до 6,48. На Тайване личинки найдены в бамбуковых пнях.

## Распространение
Вид встречается в Бангладеш, северо-восточной Индии (штаты Мегхалая, Ассам, Западная Бенгалия), Мьянме, Китае (провинции Гуандун, Гуанси, Хайнань), Тайване, Японии (Рюкю).